# Wolf Wagner (Pornoproduzent)
Wolf Wagner (bürgerlich Christian Renz, * 21. April 1975 in Olpe) ist ein deutscher Produzent pornografischer Filme.

## Biografie
Bevor Wagner in die Erotikindustrie einstieg, arbeitete er 21 Jahre als Journalist. Wagner begann seine Karriere 1993 als Redakteur beim Sauerland Kurier. Von 1998 bis 2000 war er  Polizeireporter – erst in Kassel, dann in Dresden. 2000 wechselte Wagner in den People-Journalismus. Er arbeitete als Reporter für den Express, als Chefreporter für das Magazin IN, wo er im Jahr 2010 zum Unterhaltungschef aufstieg. Es folgte 2012 eine Tätigkeit als Ressortleiter People für das Modemagazin Grazia. 2012 kehrte Wagner für knapp zwei Jahre zu IN als Executive Editor zurück.
2014 machte sich Wagner mit dem Medienkontor Renz selbständig. Er bot bis 2019 Dienstleistungen in den Bereichen Coaching, PR und Künstlermanagement an. Am 24. Januar 2019 wurde durch diverse Presseartikel bekannt, dass hinter dem Pseudonym Wolf Wagner Renz steckt. Renz' Künstlermanagement-Mandant Chris Töpperwien nahm an der dreizehnten Staffel von Ich bin ein Star – Holt mich hier raus! teil. Ein Darsteller aus Wagners Produktionen erkannte Wagner als Begleiter und Manager von Töpperwien in der RTL-Sendung wieder und teilte dies der Presse mit. Wagner legte das Mandat von Töpperwien im Sommer 2019 nieder. Parallel zur Beendigung publizierte er eine Porno-Parodie über Töpperwien.
Im Juli 2020 nahm Wagner als Experte im zweiteiligen Dokutainment-Format Mütter machen Porno im Abendprogramm des Fernsehsenders Sat.1 teil.
Neben seiner Tätigkeit als Pornoproduzent betreibt Wagner eine Filmproduktionsgesellschaft sowie ein Kreativbüro in Berlin.

## Werk
Wagners Produktionen richten sich an eine männliche Zielgruppe. Er produzierte laut seiner Webseite über 250 Filme. Diese sollen bis heute über 180 Millionen Mal auf Pornowebseiten wie Pornhub, XVideos oder xHamster abgerufen worden sein. Auf den privaten Fernsehsendern Beate-Uhse.TV und Lust Pur wurden Wagners Filme ebenfalls ausgestrahlt sowie international auf DVD vertrieben. 
2017 führte Wagner seine erste Pornoproduktion unter der Marke Hitzefrei durch. Seit Herbst 2017 wurden zuerst Wagners Produktionen auf DVD, seit Mai 2018 auch auf der Website Hitzefrei.com verwertet. In Wagners Filmen treten national und international teilweise vielfach ausgezeichnete Erotikdarsteller wie Texas Patti, Dirty Tina, Anny Aurora oder Conny Dachs auf. Das Printmagazin Happy Weekend bewertete im August 2019 dessen Produktionen mit „Das ist Qualität.“ Neben cinematographischen Produktionen stellt Wagner auch pornografische Serien her, deren Filmästhetik der von typischen YouTube-Vlog-Videos ähnelt. Die Distribution dieser Serien findet unter dem Label „Wolf Wagner Network“ statt. 
Während Wagners Produktionen sich bis 2020 mehrheitlich an ein deutsches Zielpublikum richteten, gründete Wagner ab 2021 mehrere Labels für weitere europäische Märkte (Snap Fuck für Frankreich, Milfakia für Griechenland, Chic Ass für Spanien, Sexy Buurvrouw für die Niederlande, Sesso 24ore für Italien). Die Vermarktung der Videoinhalte dieser Labels findet vor allem online statt. 
Im Juli 2020 gaben Wagner und Gamma Entertainment – eines der führenden nordamerikanischen Erotikunternehmen – eine Kooperation bekannt. Von nun an werden Wagners Filme auf der Webseite WolfWagner.com vertrieben.

## Auszeichnungen
- 2018 – Venus Award, „Beste Neue Webseite“ (Nominierung)[24]
- 2018 – XBIZ Europa Award, „Best Hardcore Website“ (Nominierung)[25]
- 2019 – AVN Award, „Best Foreign Scene“ (Nominierung)[26]
- 2019 – VOYEUR Community Awards, „Most Creative Video Director“ (Nominierung)[27]
- 2019 – VOYEUR Community Awards, „Most Dynamic Paysite or Studio – Video“ (Nominierung)[27]
- 2019 – XBIZ Europa Award, „Hardcore Site of the Year“ (Nominierung)[28]
- 2020 – AVN Award, „Best Foreign Scene“ (Nominierung)[26]
- 2020 – GFY Awards[29], „Best New Paysite“ (Nominierung)[30]
- 2020 – GFY Awards[29], „Best Paysite“ (Nominierung)[30]
- 2020 – AltPorn Awards, „Best Gonzo AltPorn Video“ (Nominierung)[31]
- 2020 – XBIZ Europa Award, „Hardcore Site of the Year“ (Nominierung)[32]
- 2020 – XBIZ Europa Award, „Performer/Director Site of the Year“ (Nominierung)[33]
- 2021 – AVN Award, „Best New Production Banner“ (Nominierung)[34]
- 2021 – GFY Awards, „Best Content Producer“ (Nominierung)[35]
- 2021 – XBIZ Europa Award, „Gonzo Movie of the Year“ (Nominierung für „Date Ranger Vol. 1“)[36]
- 2021 – XBIZ Europa Award, „Director of the Year“ (Nominierung)[37]
- 2021 – XBIZ Europa Award, „Studio of the Year“ (Nominierung)[38]
- 2021 – XBIZ Europa Award, „Director Site of the Year“ (Nominierung)[39]

## Filmografie
- Serie „MILF-Jäger“ (4 Filme, 2017–2018, Label: Hitzefrei)
- Serie „Familien Affären“ (2 Filme, 2017, Label: Hitzefrei)
- Serie „Pattis Analen“ (3 Filme, 2017–2018, Label: Hitzefrei)
- Serie „CityCheck“ (6 Filme, 2017–2019, Label: Hitzefrei)
- Serie „Männerschleppen“ (6 Filme, 2017–2018, Label: Hitzefrei)
- Serie „Sex Tatort“ (3 Filme, 2018, Label: Hitzefrei)
- Serie „fANALarm“ (5 Filme, 2018, Label: Hitzefrei)
- Film „Wolf Wagners versaute Dschungelparty“ (Porno-Parodie zu Ich bin ein Star – Holt mich hier raus![40], 2019, Label: Hitzefrei)
- Film „Tatjana Young – Mein geiles Jahr“ (2019, Label: Hitzefrei)
- Serie „Bodo Burner“ (7 Filme, 2019–2020, Label: Hitzefrei)
- Serie „Stecher aus Berlin“ (7 Filme + 4 Compilations, 2019–2020, Label: Wolf Wagner Network)
- Serie „Wolf Wagner Love“ (8 Filme + 1 Compilation, 2019–2020, Label: Wolf Wagner Network)
- Serie „Wolf Wagner Selection“ (6 Filme, 2020, Label: Wolf Wagner Network)
- Serie „Erotik.com Userdate“ (3 Filme, 2020, Label: Wolf Wagner Network)
- Serie „Max's Userdate“ (4 Filme, 2020, Label: Wolf Wagner Network)[41]
- Serie „Date Ranger“ (2 Filme, 2021, Label: Wolf Wagner Network)
- Serie „Cam Baron“ (1 Film, 2021, Label: Wolf Wagner Network)
- Serie „Wolf Wagner Amateurs“ (1 Film, 2021, Label: Wolf Wagner Network)[42]